# 銀餡
銀餡（ぎんあん）は日本料理の蒸し物などにかける餡の1種。
色を付けないように調味した出汁に、水溶きした葛粉や片栗粉でとろみをつけた餡である。色を付けないことが肝要であるため、主に塩を使い薄口醤油、日本酒、味醂で味を調える。濃口醤油を使って色を付けたものは鼈甲餡（べっこうあん）と呼ばれる。
とろみがある餡に光が反射して、光って見えるところから名付けられたとされる。同様に「銀」を付ける呼び方に白い米飯を「銀シャリ」と呼ぶ例がある。
料理に餡をかけるのは、料理を冷めにくくするためと言われる。とろみのある餡を上から掛けることで、料理全体をコーティングし、料理が冷めることを遅らせて、温かい状態で食べることが出来る。そのため、気温が下がった冬場の料理に用いられることが多い。